# Anders Eka
Anders Bror Eka, född 6 september 1961, är en svensk jurist och domare. Han är sedan 2013 justitieråd i Högsta domstolen och sedan 2018 dess ordförande.

## Karriär
Eka avlade juristexamen 1987 vid Uppsala universitet. Han tjänstgjorde därefter som tingsnotarie 1987–1990 vid Stockholms tingsrätt. Han blev därefter fiskal i Svea hovrätt år 1991 och assessor där 1995. Han var rättssakkunnig i Justitiedepartementet 1995–1997 och kanslichef i Svea hovrätt 1997–2000, utnämndes till hovrättsråd i Svea hovrätt år 2000, var byråchef vid Justitiekanslern 2000–2003, chefsrådman i Stockholms tingsrätt 2003–2004, kanslichef och huvudsekreterare i Grundlagsutredningen 2004–2008, hovrättslagman i Svea hovrätt 2009–2010 och lagman i Stockholms tingsrätt 2010–2013.
Han utnämndes 2013 till justitieråd i Högsta domstolen och 2018 till ordförande där med tillträde den 1 september 2018.

## Utmärkelser
- 2023 –  H.M. Konungens medalj i 12:e storleken med kedja, med motiveringen ”För betydelsefulla insatser inom svenskt rättsväsende”[3]